# 856

## Събития
- 856 – Война между България и Византия; Михаил III става самостоятелен владетел